# Route nationale 11 (Madagascar)
La route nationale 11 (RN 11) è una strada statale del Madagascar, lunga 103 km, in gran parte non asfaltata, che collega Mananjary a  Nosy Varika.